# Ахей (полководец)
Ахей (др.-греч. Ἀχαιός; казнён в 214 до н. э.) — селевкидский полководец, захвативший власть в последней четверти III века до н. э. в малоазийской части государства Селевкидов.

## Биография
Ахей был сыном Андромаха, сестра которого была замужем за Селевком II Каллиником. Сам Ахей был женат на Лаодике, дочери понтийского царя Митридата II.
Ахей сопровождал Селевка III Керавна, сына Селевка II, в его походе против пергамского царя Аттала I. Во время перехода Таврских гор Селевк III был предательски убит одним из своих офицеров. Ахей как родственник царя не замедлил отомстить, приказав казнить заговорщиков. Селевку наследовал его младший брат Антиох, который в 223 году до н. э. назначил Ахея наместником малоазийских провинций к западу от Тавра. В течение следующих трёх лет Ахей отвоевал обратно территории, захваченные в предыдущие годы Атталом.
В то время как Антиох III Великий подавлял восстания в восточных провинциях, Ахей, провозгласив в 220 году до н. э. в Лаодикеи себя царём, решил вторгнуться в Сирию. Однако, из-за возмущений армии, верной Антиоху, Ахей отказался от своих планов и повернул в направлении Писидики, которую и разорил, получив богатую добычу. После этого Ахей вернулся в Лидию.
По окончании Четвёртой Сирийской войны Антиох III Великий заключил союз с Атталом I Сотером и с наступлением лета 216 года до н. э., перейдя через Таврские горы, начал войну против Ахея. Прибыв в Лидию, Антиох осадил резиденцию Ахея — город Сарды. По окончании осады, длившейся два года, город был взят, а Ахей — схвачен и казнён.